# یواس‌اس گاشاوک (ای‌ام-۷۹)
یواس‌اس گاشاوک (ای‌ام-۷۹) (به انگلیسی: USS Goshawk (AM-79)) یک کشتی بود که طول آن ۱۵۰ فوت (۴۶ متر) بود. این کشتی در سال ۱۹۱۹ ساخته شد.